# Young Guns (canção)
"Young Guns" é uma canção gravada pelo produtor musical britânico Levi White com participação vocal dos músicos britânicos Ed Sheeran, Yasmin, Griminal e Devlin. Foi divulgada em formato digital no Reino Unido a partir de 8 de Julho de 2011 como o single de estreia de White. Um vídeo musical filmado sob realização de Carly Cussen foi publicado no YouTube a 10 de Junho de 2011.

## Alinhamento de faixas
- Download digital[1]

1. "Young Guns" — 3:31
2. "Young Guns" (instrumental) — 3:31
3. "Young Guns" (edição da rádio) — 3:18
4. "Young Guns" (instrumental da edição da rádio) — 3:18
5. "Young Guns" (vídeo musical) — 3:24

## Desempenho nas tabelas musicais
| País — Tabela musical (2011)                   | Posição de pico |
| ---------------------------------------------- | --------------- |
| Reino Unido — Independent Singles Chart Top 50 | 10              |
| Reino Unido — Singles Chart Top 100 (OCC)      | 86              |
| Reino Unido — R&B Singles Chart Top 40 (OCC)   | 24              |